# The Damned
The Damned è un gruppo punk rock britannico nato nel 1976 a Londra, Inghilterra. Furono il primo gruppo punk inglese a pubblicare un singolo (New Rose), un album (Damned Damned Damned) e ad andare in tour negli Stati Uniti. I Damned sono anche considerati tra i fondatori del gothic rock.
Il gruppo durante la sua carriera ha mischiato diversi stili musicali. Stili come il garage rock, il rock psichedelico, il cabaret e il rock teatrale di Screaming Lord Sutch e Alex Harvey. Lo stile vocale di Dave Vanian, il cantante e frontman, viene descritto come simile a un crooner, cosa unica per un cantante punk. Il gruppo si è sciolto e riformato diverse volte, con Vanian come unico dei componenti originali sempre presente. Le diverse formazioni hanno comunque incluso sia il bassista Captain Sensible o il batterista Rat Scabies (o tutti e due insieme). La formazione attuale comprende sia Vanian che Captain Sensible.

## Storia del gruppo

### Nascita del gruppo: 1970-1975
La nascita dei Damned avvenne attraverso l'incontro di diversi musicisti e gruppi nella Londra della prima metà degli anni settanta. Il gruppo iniziale della genesi dei Damned furono i Black Witch Climax Blues, formati da Paul Halford nel 1970 con l'aiuto dei fratelli Phil (organo) e Ray Burns (in seguito conosciuto come Captain Sensible) al pianoforte, Fred Mills alla chitarra e Dave Berk alla chitarra. Nel 1971 il gruppo cambia nome in Genetic Breakdown e Ray Burns passa dal pianoforte alla chitarra. Nel maggio del 1974 Halford cambia il suo nome in Johnny Moped e il nome del gruppo cambia in Five Arrogant Superstars. Nell'agosto dello stesso anno, Phil Burns lascia il gruppo e il gruppo subisce un altro cambio di nome: Assault And Buggery.
Nello stesso periodo, Brian James forma i Bastard, un gruppo con influenze di Stooges e MC5, con il quale ottiene un minimo riscontro nel Sussex (luogo di origine della band) e in Belgio. Nel 1975 Dave Berk, Fred Mills e Ray Burns lasciano gli Assault And Buggery e formano i Commercial Band.
In quel periodo si formano e si sciolgono diversi gruppi. In marzo, Tony James e Mick Jones formano i London SS, negli Swankers entrano a far parte John Lydon, Nick Kent e Steve New, che successivamente diventeranno i Sex Pistols, e i Rot vengono formati in giugno, gruppo del quale fa parte Rat Scabies (Chris Miller). Questi ultimi si sciolgono quasi subito e Chris Miller si unisce ai London SS e prende quasi subito il nome di Rat Scabies. Scabies e Brian James lasciano i London SS e si uniscono a Nick Kent nei Subterraneans. Anche questo gruppo ha vita breve. Si scioglie dopo un paio di esibizioni a Cardiff. Nick Kent diventerà un giornalista e Rat Scabies suonerà le percussioni in un'orchestra nello spettacolo Puss in Boots.
Brian James tenta di formare una nuova band e nel gennaio del 1976 si ritrova insieme a Rat Scabies e Ray Burns, questa volta al basso, che avevano da poco sciolto i Masters of the Backside, gruppo del quale facevano parte oltre a Scabies e Burns anche Chrissie Hynde (in seguito leader dei The Pretenders) e Dave Vanian (David Lett). I tre cercano un cantante per il nuovo gruppo e, sebbene avessero invitato anche Sid Vicious alle audizioni, questi non si presentò. La scelta cadde quindi su Dave Vanian. L'unica cosa che mancava al gruppo era il nome. Vivienne Westwood (compagna di Malcolm McLaren) scartò il nome Damned mentre cercava un nome adatto per i Sex Pistols. Brian James decise quindi di usare quel nome per il gruppo appena formato.

### 1976-1980
Il gruppo provò da gennaio a giugno del 1976 e a luglio ottenne di esibirsi al Lisson Grove ogni sabato del mese. La prima vera esibizione dei Damned avvenne però al 100 Club come spalla dei Sex Pistols il 6 luglio 1976. In agosto suonarono due volte al The Nashville e successivamente in Francia a Mont de Marsan al primo European Punk Rock Festival. In settembre suonarono nella seconda serata del 100 Club Punk Special con i Vibrators e i Buzzcocks fecero da supporto per un paio di date ai Vibrators e firmarono un contratto con la Stiff Records. In ottobre si esibirono diverse altre volte e, al Red Cow di Hammersmith conobbero Marc Bolan.
I Damned furono il primo gruppo punk inglese a pubblicare un singolo per un'etichetta indipendente, la Stiff Records. Il singolo, dal titolo New Rose, dal suono ruvido e scarno, un vero classico dell'epoca e del genere, presentava come b-side una versione veloce di Help! dei Beatles. Successivamente a New Rose, i Damned pubblicarono Damned Damned Damned, il primo album pubblicato da un gruppo punk inglese, che comprende I Feel Alright, un adattamento del pezzo 1970 degli Stooges, oltre a diversi hit minori.
Nel marzo del 1977, i Damned fecero da gruppo spalla per Marc Bolan e i T. Rex nell'ultimo tour di Bolan. Il gruppo inserì in formazione un secondo chitarrista, Lu Edmunds, decisione ispirata in parte dal suono delle chitarre degli MC5 e in parte pensata da Brian James per passare Captain Sensible al basso, in maniera da non oscurare il lavoro dello stesso James. Con questa formazione il gruppo tentò inutilmente di convincere Syd Barrett a produrre il secondo album, Music for Pleasure, ma la scelta passò successivamente su Nick Mason, componente anch'egli come Barrett dei Pink Floyd. Nell'album appare come guest il sassofonista free jazz Lol Coxhill. Le aspettative per il disco però vennero deluse, non avendo buoni riscontri né dal punto di vista della critica e neanche dal punto di vista commerciale. Il gruppo decise allora di sciogliersi e di mettere fine al rapporto con la Stiff Records.
Il chitarrista e compositore principale Brian James forma i The Lords of the New Church con Stiv Bators. Anche gli altri componenti del gruppo danno vita ad alcuni side project, che non ottengono però buoni risultati commerciali. Il gruppo allora tenta di riformarsi, ottenendo però il rifiuto di James di rientrare in formazione. Il gruppo suona per un breve periodo con i nomi The Dimmed e The Doomed per evitare potenziali problemi legali riguardo al nome. Captain Sensible nel frattempo passa alla chitarra e alla tastiera. Dopo un breve periodo che vede Lemmy Kilmister degli Hawkwind e dei Motörhead impegnato al basso per delle registrazioni di demo in studio e per alcune esibizioni dal vivo, entra a far parte del gruppo come bassista Algy Ward dei The Saints. Il gruppo registra altri demo, firma un contratto con la Chiswick Records e ritorna in studio per registrare un nuovo album. La collaborazione con Lemmy Kilmister prenderà il nome (nel 1979) di MotorDamned.
I Damned realizzano una serie di singoli che portano alla pubblicazione nel novembre del 1979 di Machine Gun Etiquette, album che presenta una forte influenza del garage rock anni sessanta, con l'organo Farfisa che fa la sua comparsa in diversi pezzi. Nel frattempo Captain Sensible è diventato il maggior compositore all'interno del gruppo. L'album venne registrato ai Wessex Studios nello stesso periodo in cui i Clash si trovavano lì per registrare l'album doppio London Calling. Joe Strummer e Mick Jones fecero un cameo vocale (non accreditato nelle note dell'album) nella title track. La critica e i fan rimasero sorpresi dal suono del disco e Machine Gun Etiquette ebbe diverse recensioni positive. I giornalisti Ira Robbins e Jay Pattyn descrissero Machin Gun Etiquette come "un grande disco di un gruppo che molti consideravano finito". Fu del 30 aprile 1980 il loro primo concerto in Italia tenutosi al Teatro Orfeo di Milano assieme ai milanesi BBC ed i genovesi Dirty Actions che fecero loro da spalla.
Con l'ingresso in formazione di Algy Ward, la sezione ritmica del gruppo poteva considerarsi completa. Il cantato di Vanian mutò dai toni da baritono alto delle prime registrazioni a toni calmi, pre-gothic con stile da crooner. Con questo disco il gruppo stabilì uno stile melodico e dark allo stesso tempo, che a volte presentava ritmi veloci e potenti, mentre altre volte le ritmiche diventavano più rilassate e le tastiere risaltavano rispetto agli altri strumenti. Benché i loro dischi fossero difficili da trovare negli Stati Uniti, i Damned riuscirono a crearsi anche lì un consistente seguito come "cult band". Nel frattempo venne pubblicata come singolo la cover di White Rabbit dei Jefferson Airplane, che presentava come b-side un nuovo pezzo del gruppo intitolato Rabid.
Il cantante reggae Bob Marley menzionerà il gruppo nella sua canzone Punky Reggae Party, pezzo che descrive un party a cui partecipano gruppi sia reggae che punk. Il testo dice: The Wailers will be there. The Damned, The Jam, The Clash. Maytals will be there.

### 1981-1990
Dai tempi della formazione del gruppo, Vanian aveva un aspetto da vampiro durante le esibizioni dal vivo, con un pesante trucco bianco sul viso. Con la pubblicazione di The Black Album, il gruppo vira verso suoni proto-goth. L'album ruota intorno al pezzo Curtain Call, traccia lunga oltre 17 minuti. Algy Ward aveva nel frattempo lasciato il gruppo, venendo rimpiazzato da Paul Gray, ex Eddie and the Hot Rods. Nel 1982 i Damned pubblicano l'album Strawberries (che vede l'ingresso in pianta stabile nella formazione del tastierista Roman Jugg), album seguito da una serie di singoli non contenuti nell'album e pubblicati in maniera indipendente nel 1983 e nel 1984. Captain Sensible si esibì per l'ultima volta con i Damned in un concerto a Brockwell Park, concerto dal quale verrà tratto il bootleg Captain's Last Stand, prima di lasciare il gruppo per iniziare la carriera solista. Roman Jugg lo sostituì alla chitarra. Nel 1984 i Damned eseguirono il pezzo Nasty dal vivo all'interno del programma della BBC The Young Ones.
Il disco successivo sarà Give Daddy the Knife, Cindy, una sorta di colonna sonora per un film immaginario degli anni sessanta. Il disco è costituito principalmente da cover di pezzi degli anni sessanta e il gruppo viene accreditato con il nome di Naz Nomad and the Nightmares, dove i componenti cambiano i loro nomi rispettivamente in Mr. Nomad (Dave Vanian), Sphinx Svenson (Roman Jugg) e Nick Detroit (Rat Scabies). Senza Captain Sensible, l'influenza gotica di Vanian crebbe ancora di più e la sua maniera di cantare come i crooner e la sua teatralità coincideranno più o meno con la creazione del genere goth rock.
Il gruppo firmò un contratto con la MCA al quale seguì nel 1985 la pubblicazione dell'album Phantasmagoria. Il seguito di Phantasmagoria, Anything (1986), fu un flop dal punto di vista commerciale e critico, flop che causò anche lo scioglimento del contratto con la MCA e, in pratica, del gruppo. Nonostante l'insuccesso di Anything, il singolo non compreso nell'album Eloise (una reinterpretazione di un hit del 1968 di Barry Ryan) fu un successo nel Regno Unito e nello stesso anno la MCA incluse In Dulce Decorum nella colonna sonora originale della serie televisiva poliziesca Miami Vice (1987). Captain Sensible nel frattempo ottiene un successo internazionale con il singolo WOT, cambiando totalmente genere, passando al (dance pop). Brian James si riunisce al gruppo temporaneamente per alcune apparizioni dal vivo. Alcune di queste esibizioni si possono trovare nel disco del 1988 Final Damnation.

### 1991-oggi
Il nome dei Damned torna alla ribalta durante gli anni novanta, quando due gruppi registrano due cover dei Damned: i Guns N' Roses rifanno New Rose, inclusa in The Spaghetti Incident? del 1993, e gli Offspring rifanno Smash It Up per la colonna sonora del film Batman Forever del 1995. La diffusione dei due pezzi attraverso i canali delle major crea un rinnovato interesse intorno ai Damned, soprattutto da parte dell'audience più giovane che non conosce la carriera del gruppo.
Nel 1993 il gruppo fa la sua comparsa con una formazione composta da Vanian, Scabies, i chitarristi Kris Dollimore e Alan Lee Shaw e il bassista Moose Harris. Il gruppo va in tour regolarmente per i seguenti due anni e nel 1995 viene pubblicato l'album Not of This Earth, anche se al momento della sua pubblicazione il gruppo si era nuovamente sciolto. Le cause sono parzialmente riconducibili alle accuse mosse da Vanian e Captain Sensible nei confronti di Scabies riguardo al fatto che la pubblicazione di Not of This Earth era stata effettuata senza autorizzazione dei due.

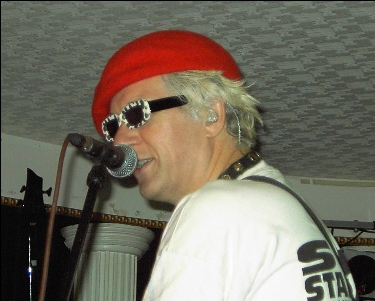
Captain Sensible dal vivo con i Damned nel 2006

Captain Sensible si riunisce a Vanian nel 1996 e il risultato è una nuova formazione dei Damned. Inizialmente questa nuova formazione vede la presenza del bassista Paul Gray, sostituito successivamente da Patricia Morrison (ex dei Gun Club e The Sisters of Mercy). Nel 2001 viene pubblicato l'album Grave Disorder seguito da un tour. Nel frattempo Dave Vanian e Patricia Morrison si sposano e nel 2004 nasce la figlia Emily. La Morrison è stata quindi sostituita dall'ex English Dog Stu West. Verso la metà del 2005 il gruppo si esibisce in Giappone durante un mini tour che tocca principalmente piccoli locali che contengono tra le cinquecento e le mille persone.
Nel 2006 pubblicano un nuovo singolo, Little Miss Disaster e il DVD dal vivo MGE25 che documenta un concerto tenutosi a Manchester nel 2004 per celebrare il venticinquesimo anniversario della pubblicazione di Machine Gun Etiquette. Il 21 ottobre 2006, la BBC Radio 2 manda in onda un documentario di un'ora intitolato Is She Really Going Out With Him?, imperniato sulla registrazione del primo singolo del gruppo, New Rose del 1976, e sul ruolo avuto dal gruppo nella scena punk rock di Londra sempre nello stesso periodo. Il documentario presenta interviste con Brian James, Captain Sensible, Rat Scabies, Glen Matlock, Don Letts e Chrissie Hynde. Un altro tour viene effettuato a metà novembre del 2006 in diversi locali della California, incluse alcune date a Las Vegas. Sempre nel 2006 il pezzo Smash It Up viene inserito nel gioco per console Driver: Parallel Lines, mentre Neat, Neat, Neat è inserita nel gioco True Crime: New York City.
Nel 2007 i Damned effettuano un tour con gli Extatic. Tra le date inglesi il gruppo tocca le città di Brighton, Liverpool, Cardiff, Cambridge, Oxford, Glasgow e Durham. Il gruppo inoltre fa da headliner al Bulldog Bash, noto raduno motociclistico che si svolge ogni anno a metà agosto in Inghilterra.

## Formazione

### Formazione attuale
- Dave Vanian - voce, theremin (1976-1978, 1978-presente)
- Captain Sensible - chitarra (1978-1984, 1989, 1996-presente); basso (1976-1978)
- Paul Gray - basso (1980-1983, 2017-presente)
- Pinch - batteria (1999-presente)
- Monty Oxy Moron - tastiera (1996-presente)

### Ex componenti
- Gary Holton - voce (1978)
- Henry Badowski - basso (1978)
- Brian James - chitarra (1976-1978, 1989)
- Lu Edmunds - chitarra (1977-1978)
- Kris Dollimore - chitarra (1993-1996)
- Allan Lee Shaw - chitarra (1993-1996)
- Rat Scabies - batteria (1976-1977, 1978-1996)
- Dave Berk - batteria (1977)
- Jon Moss - batteria (1977-1978)
- Garrie Dreadful - batteria (1996-1999)
- Spike Smith - batteria (1999)
- Algy Ward - basso (1978-1980, 1989)
- Bryn Merrick - basso (1983-1989)
- Paul Shepley - tastiera (1985-1989)
- Jason "Moose" Harris - basso (1993-1996)
- Patricia Morrison - basso (1996-2005)
- Stu West - basso (2005-2017)
- Roman Jugg - tastiera (1981-1989); chitarra (1984-1989)

## Discografia

### Album in studio
- 1977 – Damned Damned Damned
- 1977 – Music for Pleasure
- 1979 – Machine Gun Etiquette
- 1980 – The Black Album .
- 1982 – Strawberries .
- 1985 – Phantasmagoria .
- 1986 – Anything
- 1995 – Not of This Earth
- 2001 – Grave Disorder .
- 2008 – So, Who's Paranoid? .
- 2018 – Evil Spirits
- 2023 – Darkadelic